# Lahnajärvi (sjö i Finland, Lappland, lat 66,70, long 24,27)
Lahnajärvi är en sjö i Finland. Den ligger i kommunen Pello i landskapet Lappland, i den norra delen av landet, 700 km norr om huvudstaden Helsingfors. Lahnajärvi ligger 146,8 meter över havet. Den är 4,7 meter djup. Arean är 44 hektar och strandlinjen är 3,54 kilometer lång. Sjön  ingår i Torne älvs huvudavrinningsområde.   Den sträcker sig 1,4 kilometer i nord-sydlig riktning, och 0,6 kilometer i öst-västlig riktning.